# 1435 هـ
1435 في التقويم الهجري هو العام الذي بدأ مقابلةً في التقويم الميلادي من یوم 4 نوفمبر 2013.

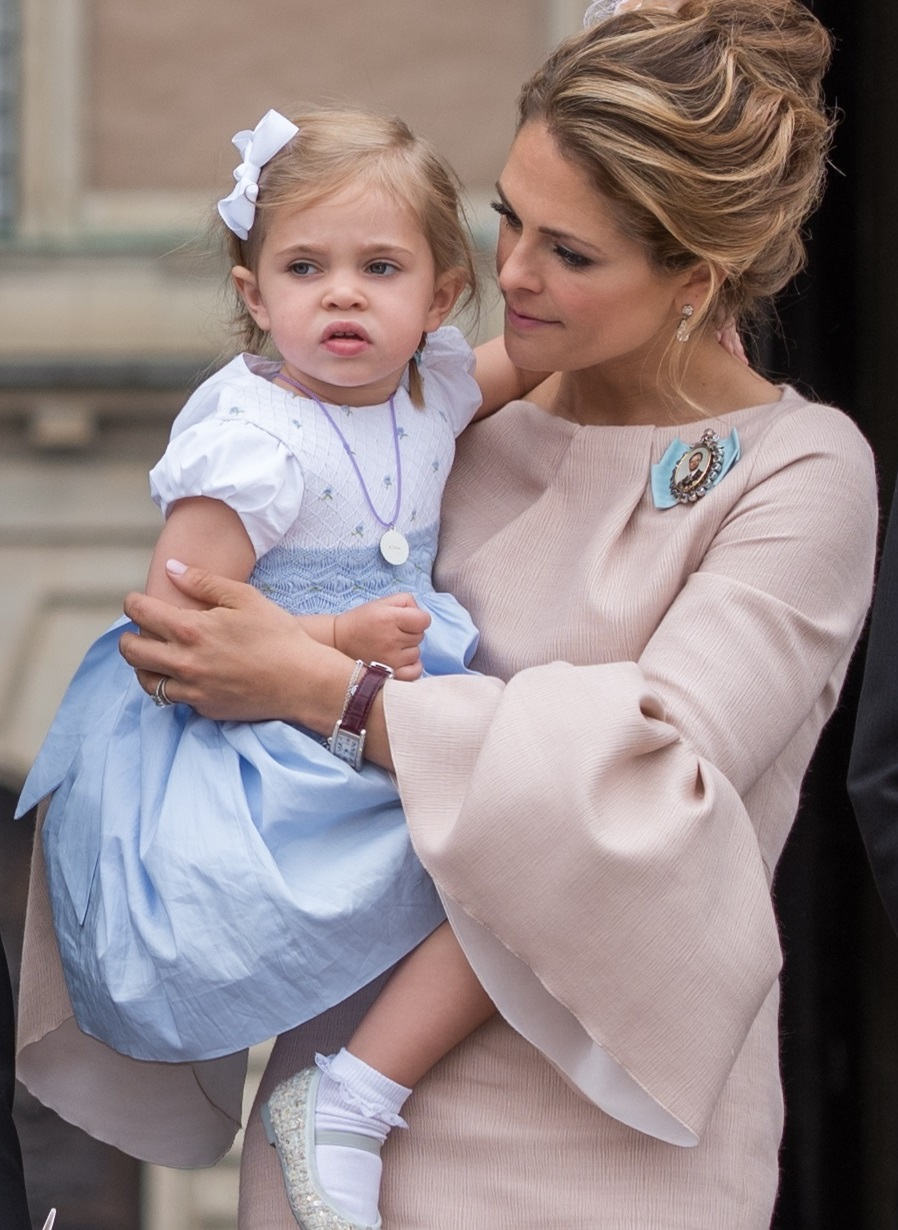
ليونور دوقة غوتلاند

## أحداث
- تعيين عبد الفتاح السيسي رئيساً لمصر
- الشيخ تميم بن حمد بن خليفة آل ثاني يتسلم مقاليد الحكم من والده الشيخ حمد.
- قيام داعش بتأسيس ما أسماها بـ الدولة الإسلامية مؤكِّدًا وجوبَ مبايعة الخليفة. ونُصب أبو بكر البغدادي خليفةً للمسلمين ومبايعته

## مواليد
- ليونور دوقة غوتلاند

## وفيات
- محمد قطب
- سعيد صالح
- أحمد فؤاد نجم
- حسين الإمام
- خالد صالح
- حسن توفيق
- يوسف عيد